# How Clean Is Your Acid House?
How Clean Is Your Acid House? è un EP degli Errors, pubblicato nel 2006.

## Tracce
1. Mr. Milk
2. Terror Tricks
3. Crew Cut
4. Dizzee Rascal +1
5. Songos Ya Mongos!